# 吉安娜·法鲁克
吉安娜·穆罕默德·法鲁克·卢特菲（阿拉伯語：جيانا محمد فاروق لطفي，1994年12月10日—），埃及女子空手道运动员，2013年地中海运动会女子61公斤级金牌得主、2018年地中海运动会女子61公斤级银牌得主、2020年夏季奥运会女子61公斤级铜牌得主。